# Salmo (släkte)
Salmo är ett släkte i familjen laxfiskar. Släktet utgörs av ett femtiotal olika arter.

## Arter (urval)
- Atlantlax (Salmo salar)
- Öring (Salmo trutta)
- Salmo aquabonita